# Слемнешть (Горж)
Слемнешть, Слемнешті (рум. Slămnești) — село у повіті Горж в Румунії. Входить до складу комуни Крушец.
Село розташоване на відстані 191 км на захід від Бухареста, 57 км на південний схід від Тиргу-Жіу, 32 км на північ від Крайови.

## Населення
За даними перепису населення 2002 року у селі проживали 246 осіб, усі — румуни. Усі жителі села рідною мовою назвали румунську.